# Arnouze
Die Arnouze (manchmal auch Arnouse geschrieben) ist ein kleiner Fluss in Frankreich, der im Département Aude in der Region Okzitanien verläuft. Sie entspringt im Gemeindegebiet von Alairac, entwässert generell Richtung Nordost und mündet nach rund 15 Kilometern im Stadtgebiet von Carcassonne als rechter Nebenfluss in den Fresquel. In ihrem Mittelteil verläuft die Arnouze parallel zur Autobahn A 61 und wurde bei der Errichtung teilweise künstlich verlagert. In ihrem Unterlauf quert sie den Canal du Midi und passiert das dicht verbaute Gebiet von Carcassonne. Dort wird sie mehrfach umgeleitet und in unterirdische Flussläufe verbracht.

## Orte am Fluss
(Reihenfolge in Fließrichtung)
- Cantaloup, Gemeinde Alairac
- La Serre, Gemeinde Lavalette
- Montquier, Gemeinde Carcassonne
- Maquens, Gemeinde Carcassonne
- Saint-Jean de l’Arnouze, Gemeinde Carcassonne
- Cucurlis, Gemeinde Carcassonne
- La Reille, Gemeinde Carcassonne